# Дивизионный генерал

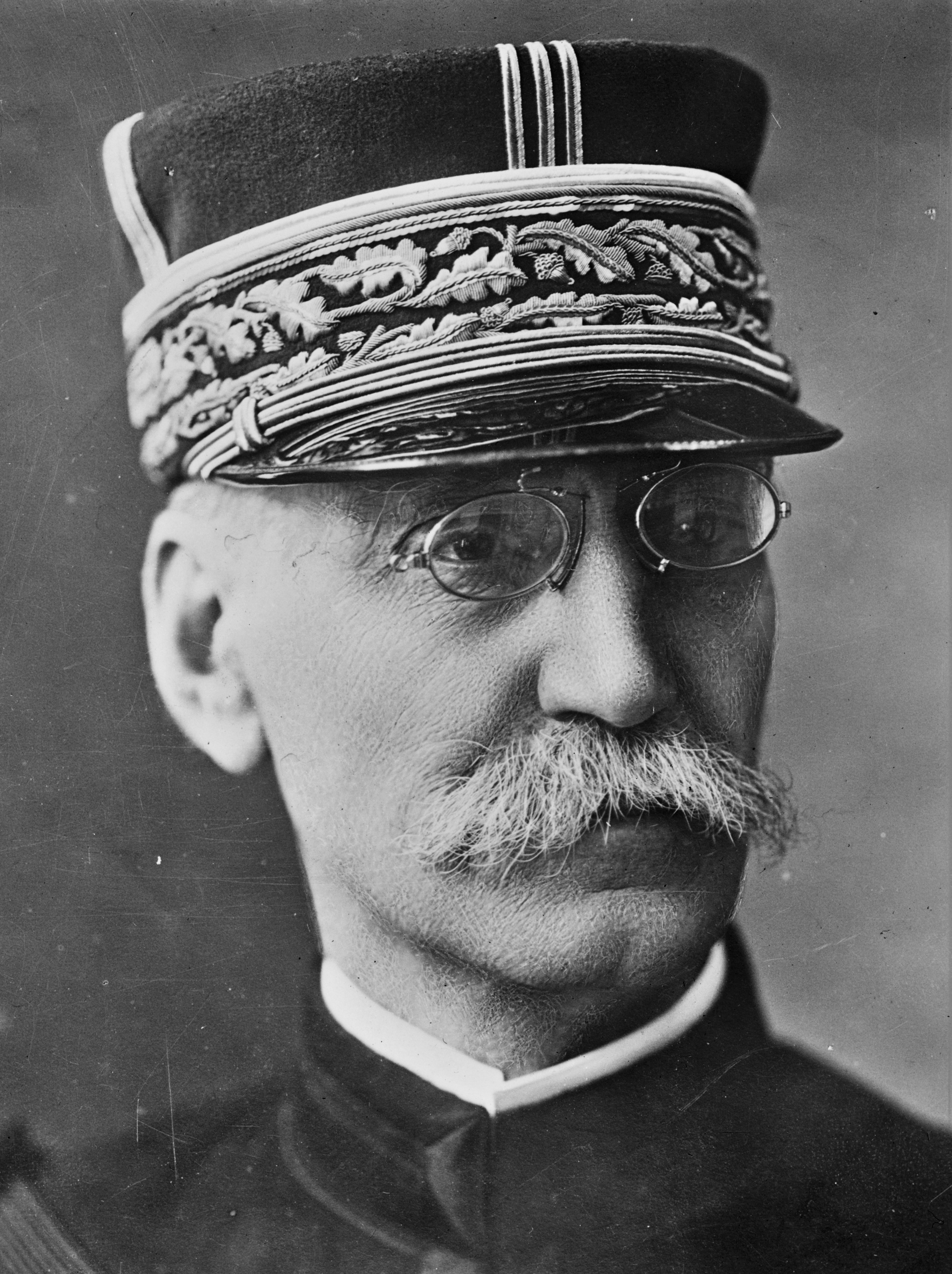
Жозеф Галлиени в кепи французского дивизионного генерала.

Дивизионный генерал (фр. Général de division) — воинское звание высшего командного состава армии ряда государств мира.

## Франция
Впервые появилось во Франции во времена Великой французской революции, для замены звания генерал-лейтенант в королевской армии. Звание дивизионного генерала активно использовалось во времена Наполеоновской империи. Реставрация Бурбонов в 1814 году вернула звания королевства, включая армейское звание генерал-лейтенанта. После Февральской революции 1848 года звание генерал-лейтенант окончательно было заменено званием дивизионный генерал. Общепринятым сокращением от наименования «дивизионный генерал» является наименование «дивизионер».
Во французской армии революционного и Наполеоновского времени воинское звание дивизионного генерала было выше звания бригадного генерала (Général de brigade). Это было высшее генеральское звание, следующим было звание Маршала Империи. Впоследствии во французскую иерархию чинов были добавлены звания корпусного генерала (Général de corps d’armée) и армейского генерала (Général d’armée), которые выше звания дивизионного генерала и ниже звания маршала. Генералы французских военно-воздушных сил имеют эквивалентное званию дивизионера звание général de division aérienne (буквально — дивизионный генерал авиации, собственно, ко всем генеральским званиям в ВВС добавляется слово «aérienne»).
Применительно к воинским званиям в Вооружённых силах Российской Федерации, армейский генерал приблизительно соответствует генералу армии, корпусной генерал — генерал-полковнику, дивизионный генерал — генерал-лейтенанту, а бригадный генерал — генерал-майору.

## Другие государства
Впоследствии система званий бригадный/дивизионный/корпусной генерал, вместо системы генерал-майор/генерал-лейтенант/генерал, стала использоваться, полностью или частично, в ряде других государств. Сегодня звание дивизионный генерал существует, в частности, в вооружённых силах Италии — в армии и в войсках карабинеров (в ВВС также с приставкой generale di divisione aerea), в ВС Швейцарии (где они официально именуются кратко — «дивизионерами» на всех четырёх языках страны), Испании — в сухопутных войсках, военно-воздушных силах и гражданской гвардии, и Польши.

## Военизированные формирования
В организации «Стальной шлем» существовало звание дивизионсфюрера, а в нацистских организациях СА, СС, НСФК и НСКК — аналогичное по должности и знакам различия звание группенфюрера. В войсках СС звание группенфюрер было приравнено к генерал-лейтенанту вермахта, который был командиром дивизии.

## Непризнанные государства
Аналогичная система званий использовалась в войсках самопровозглашённой Ичкерии, в частности, звание дивизионного генерала носили Аслан Масхадов, Руслан (Хамзат) Гелаев, Шамиль Басаев, Ваха Арсанов, Асланбек Арсаев, Докка Умаров, Магомед Хатуев и Магомед Хамбиев.

## Погоны современных дивизионеров

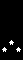
Сухопутные войска Франции.
ВВС Франции.
Сухопутные войска Италии.
Сухопутные войска Польши.
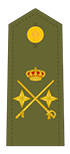
Сухопутные войска Испании.
ВВС Испании.
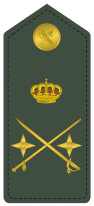
Гражданская гвардия Испании.
Сухопутные войска Швейцарии.